# Испанцы (пьеса)
Испанцы — пьеса, юношеское произведение M. Ю. Лермонтова, написанное приблизительно в 1830 году (в 16 лет).
Как и в других произведениях, связанных с испанской темой (поэмы «Две невольницы», «Исповедь»), Лермонтов не воссоздает конкретные черты определённой эпохи; в пьесе упоминаются лица и события XV—XVII веков, которые укладывающиеся в обобщенно-романтическую картину Испании времен Святой инквизиции.

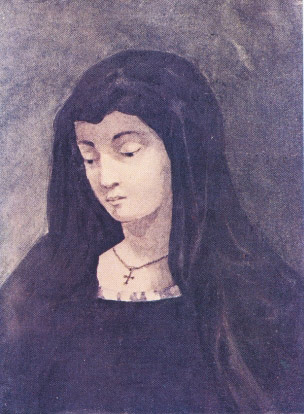
Эмилия, персонаж пьесы «Испанцы». Предположительно автор изобразил свою возлюбленную — Варвару Лопухину

На Лермонтова здесь повлияли пьесы Шиллера («Разбойники», «Коварство и любовь»), а также Г. Лессинга («Натан Мудрый»).

## Постановки
Сценическая жизнь юношеской драмы Лермонтова началась только в советское время.
- В 1923 г. трагедия была поставлена К. В. Эггертом в театре «Романеск» в Москве.
- В 1941 г. постановка С. М. Михоэлса в Государственном Еврейском театре в Москве, пользовалась успехом
- В 1954—1955 гг. в Луганске,
- в 1955 г. — в Гродно и Гомеле,
- в 1956—1957 гг. — в Петрозаводске,
- в 1962—1963 гг. — в Великих Луках и в Орджоникидзе (в Северо-Осетинском национальном музыкально-драматическом театре)

и др.

## Действующие лица
- Дон Алварец, испанский дворянин.
- Эмилия, его дочь.
- Донна Мария, мачеха.
- Фернандо, молодой испанец, воспитанный Алварецом.
- Патер Соррини, итальянец-иезуит, служащий при инквизиции.
- Доминиканец, приятель Соррини.
- Моисей, еврей.
- Ноэми, его дочь.
- Сара, старая еврейка.
- Испанцы, бродяги, подкупленные Сорринием.
- Жиды и жидовки.
- Служители инквизиции.
- Слуги Алвареца, слуги Сорриния, народ, гробовщики.